# Zohra Sehgal
Zohra Sehgal, właśc. Sahibzadi Zohra Begum Mumtaz-ullah Khan (ur. 27 kwietnia 1912 w Rampurze, w stanowiących brytyjską kolonię Indiach, zm. 10 lipca 2014 w Nowym Delhi) – indyjska aktorka, kiedyś także tancerka, która grała w filmach bollywoodzkich i europejskich czy amerykańskich.
Była jednym z siedmiorga dzieci rodziny Pasztunów osiadłej koło Rampur. Została wychowana w tradycjach sunnickich muzułmanów (pięć razy dziennie modlitwa, post w ramadan, noszenie burki). Po ukończeniu Mary’s Girls College w Lahaur, przyłączyła się jako tancerka do grupy tanecznej Udaya Shankara, z którą podróżowała koncertując w Japonii, zachodniej Azji, Europie i Ameryce. W trakcie tych podróży poznała 8 lat młodszego wyznawcę hinduizmu Kameshwara Sehgala. Mimo oporu ze strony jej rodziców, para związała się ze sobą. Aby ją poślubić Kameshwar Sehgal był gotów przejść na islam, ale ona nie chciała tego poświęcenia. W 1942 roku wzięli ślub cywilny, na który był zaproszony Jawaharlal Nehru (nie pojawił się, bo właśnie został uwięziony przez Brytyjczyków za poparcie okazane Gandhiemu w akcji "Quit India" ("Opuście Indie!"). Para zamieszkała w Lahaur. Założyli tam instytut taneczny. W związku z podziałem Indii w 1947 roku przez wycofujących się z okupacji Brytyjczyków para musiała uciekać do Bombaju, gdzie żyli razem 14 lat. Zohra zaczęła karierę aktorki. Małżeństwo doczekało się dwojga dzieci, którym pozostawiono wolny wybór między islamem a hinduizmem. Po samobójczej śmierci męża Zohra przeniosła się do Delhi, a potem do Londynu.
Do śmierci męża, oprócz filmów, grała również w teatrze wędrując po całym kraju.

## Odznaczenia
- Order Padma Vibhushan (2010)
- Order Padma Shri (1998)

## Filmografia
Jako aktorka:
| Rok       | Film                                     |
| --------- | ---------------------------------------- |
| 1946      | Dzieci ziemi                             |
| 1946      | Miasto na dole                           |
| 1950      | Afsar                                    |
| 1956      | Heer                                     |
| 1964      | The Indian Tales of Rudyard Kipling      |
| 1964–1965 | Doctor Who                               |
| 1967      | The Long Duel                            |
| 1968      | The Vengeance of She                     |
| 1969      | The Guru                                 |
| 1973      | The Regiment                             |
| 1973      | Tales that Witness Madness               |
| 1974      | It Ain’t Half Hot Mum                    |
| 1978      | Mind Your Language                       |
| 1983      | Storyboard                               |
| 1984      | The Jewel in the Crown                   |
| 1985      | Tandoori Nights                          |
| 1985      | Harem                                    |
| 1986      | Caravaggio                               |
| 1987      | Partition                                |
| 1987      | Never Say Die                            |
| 1989      | Manika, une vie plus tard                |
| 1989      | The Bill (film)                          |
| 1991      | Masala (film)                            |
| 1992      | Firm Friends                             |
| 1993      | Bhaji on the Beach                       |
| 1994      | Little Napoleons                         |
| 1995      | Amma and Family                          |
| 1997      | Tamanna                                  |
| 1998      | Not a Nice Man to Know                   |
| 1998      | Dil Se – Z całego serca                  |
| 1999      | Khwaish                                  |
| 1999      | Prosto z serca                           |
| 2000      | Tera Jadoo Chal Gayaa                    |
| 2001      | Landmark                                 |
| 2001      | Zindagi Kitni Khoobsoorat Hai            |
| 2001      | The Mystic Masseur                       |
| 2002      | Podkręć jak Beckham                      |
| 2002      | Anita and Me                             |
| 2002      | Chalo Ishq Ladaaye                       |
| 2003      | Saaya                                    |
| 2003      | Gdyby jutra nie było                     |
| 2004      | Kaun Hai Jo Sapno Mein Aaya?             |
| 2004      | Veer-Zaara                               |
| 2005      | Przepis na miłość (Chicken Tikka Masala) |
| 2005      | Magia zmysłów                            |
| 2007      | Bez cukru                                |
| 2007      | Saawariya                                |